# Sébastien Vieilledent
Sébastien Vieilledent (født 26. august 1976 i Cannes, Frankrig) er en fransk tidligere roer og olympisk guldvinder.
Vieilledent vandt guld i dobbeltsculler ved OL 2004 i Athen sammen med Adrien Hardy. Han deltog også i disciplinen dobbeltfirer ved både OL 1996 i Atlanta og OL 2000 i Sydney.
Vieilledent vandt desuden VM-guld i dobbeltsculler med Adiren Hardy ved VM 2003 i Italien.

## OL-medaljer
- 2004:  Guld i dobbeltsculler